# Тунгуска (притока Амура)
Тунгуска (рус. Тунгу́ска) је река у азијском делу Русије. Налази се у Хабаровском крају.
Тунгуска протиче кроз Доњеамурску низију, и лева је притока реке Амур. Настаје спајањем река Кур и Урми.
Тунгуска је дугачка 86 km, а површина њеног басена преко 30 хиљада km². У басену реке Тунгуске налази се око 2.000 језера укупне површине од око 80 km².
Река је залеђена од новембра до априла.